# Spännverk

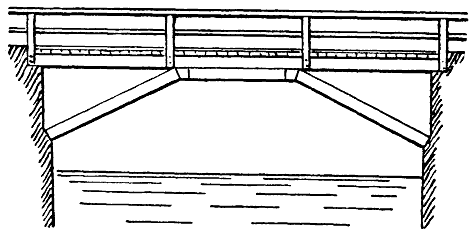

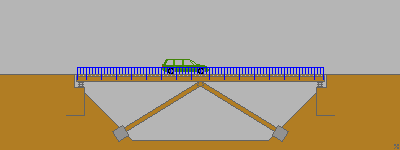
Enkelt spännverk

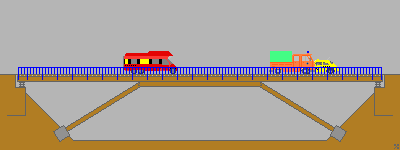
Dubbelt spännverk

Ett spännverk är en struktur – ursprungligen i trä – där belastningen tas upp av underliggande stödjande diagonalstag riktade mot mitten (raka snedstöttor eller bågformade) och överförs till landfästena. 
Denna byggnadskonstruktion kan även används i stålbroar och betongbroar. En åtskillnad görs mellan hängverk, där belastningen hänger under den bärande strukturen, och spännverk, där belastningen vilar på den stödjande strukturen.
Dessutom finns det också dubbla hängverk eller hängspännverk, som är en kombination av hängverk och spännverk och möjliggör den största spännvidden.